# Teucrium socotranum
Teucrium socotranum é uma espécie de planta com flor da família Lamiaceae.
Ela pode ser encontrada apenas nas Ilhas Socotra, parte da nação do Iémen.
O seu habitat natural é em áreas rochosas.